# Liste ehemaliger Stadttore in Hamburg
Diese Liste ehemaliger Stadttore in Hamburg enthält sämtliche ehemaligen Stadttore der Freien und Hansestadt Hamburg sowie die der früheren Nachbarstädte Altona, Bergedorf und Harburg.

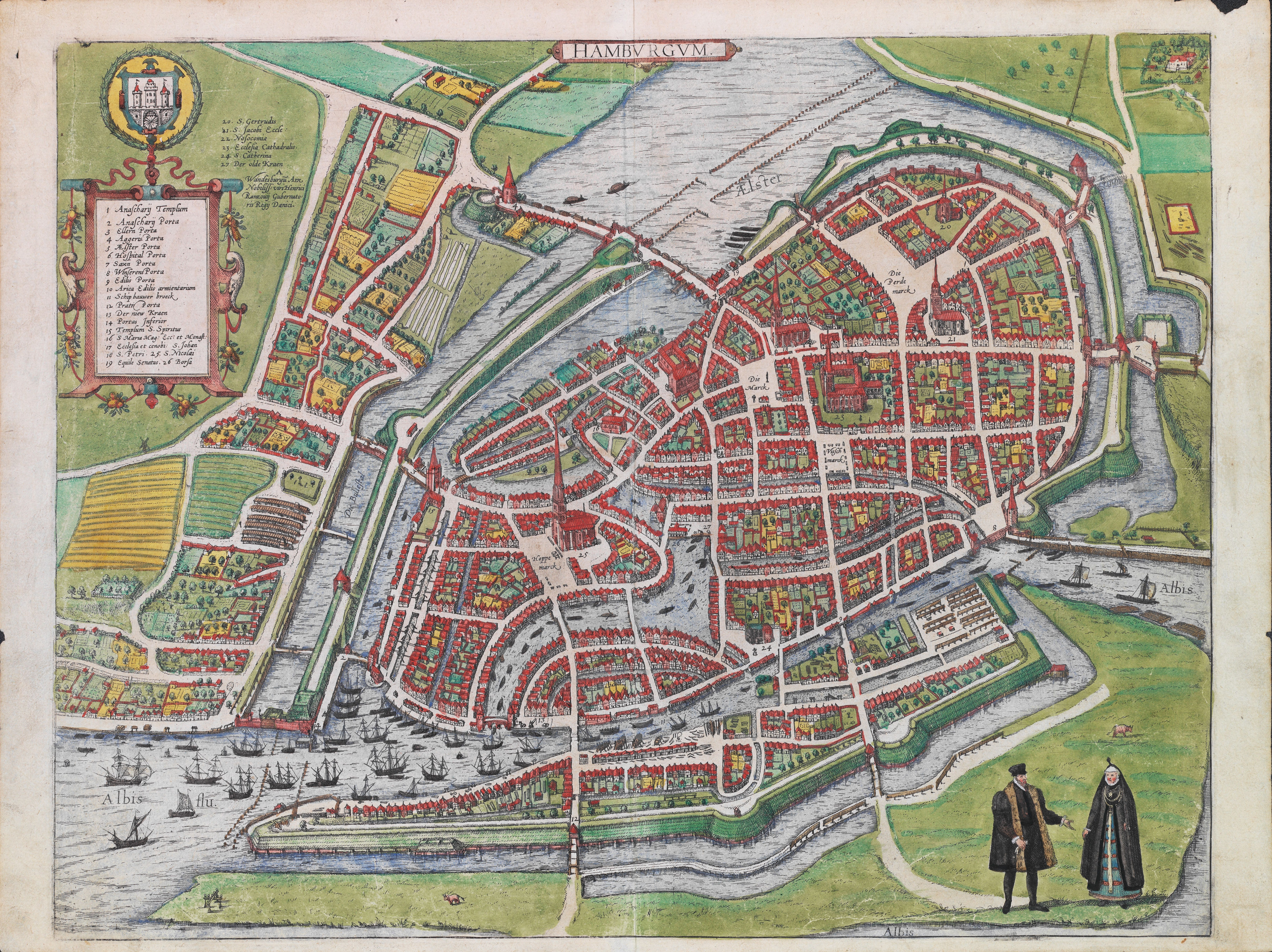
Hamburg um 1590: Der Plan zeigt die mittelalterliche Stadtmauer und den im 16. Jh. erbauten Neuen Wall mit 9 Stadttoren (im Uhrzeigersinn von links unten): Schaartor, Millerntor, Dammtor (auf dem Alsterdamm), Alstertor, Spitaler Tor, Steintor, Winsertor, Brooktor, Sandtor. Das zwischen Stein- und Winsertor gelegene Niederntor war beim Bau des Neuen Walls geschlossen worden.

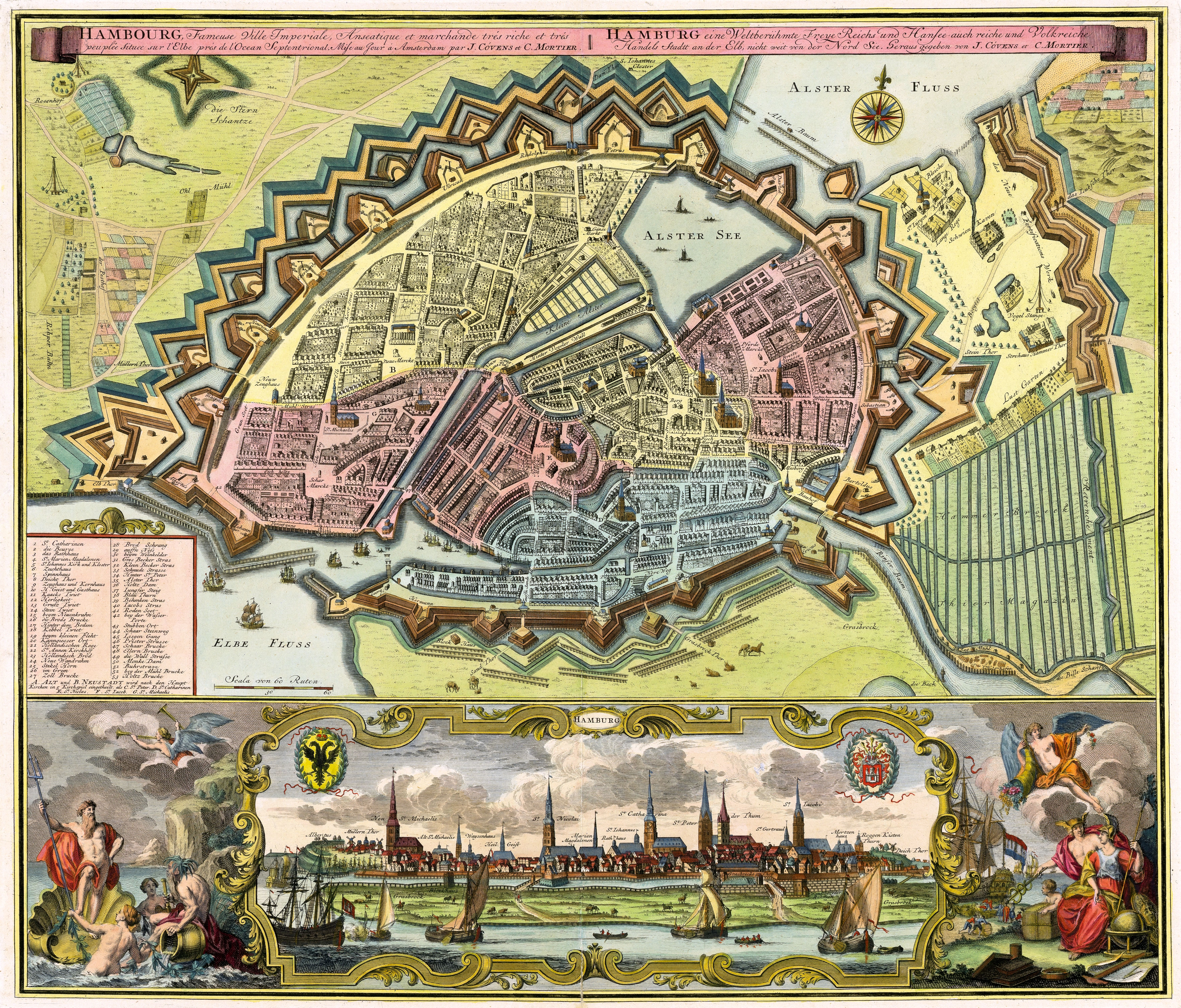
Um 1730 hat der neue große Wallring nur noch sechs Tore: Millern-, Damm-, Stein-, Deich-, Brook- und Sandtor. Hinzu kommen zwei Ausgänge im „Neuen Werk“ vor St. Georg: Das „Lübsche“ sowie das hier noch als „Hammer Tor“ bezeichnete Berliner Tor.

## Übersicht
Im Hamburger Stadtgebiet sind zahlreiche Straßen, Brücken, Plätze und (Hafen-)Gewässer nach früheren Stadttoren benannt. Die große Zahl resultiert dabei nur zum geringen Teil daraus, dass das heutige Hamburg aus mehreren, einstmals selbständigen Städten (Altona, Bergedorf, Harburg, Wandsbek) zusammengewachsen ist, sondern vor allem aus dem Umstand, dass die Stadt bereits im Mittelalter und in der Frühen Neuzeit stark anwuchs und deshalb auch seine Stadtbefestigungen mehrfach an das gewachsene Territorium anpassen musste. Dabei lassen sich mehrere Entwicklungsphasen unterscheiden:
1. Die mittelalterliche Stadtmauer aus dem 13. Jahrhundert umfasste etwa den heutigen Stadtteil Hamburg-Altstadt und war mit zehn Stadttoren versehen (siehe nebenstehende Abbildung).
2. Diese Mauer wurde im 15. und 16. Jahrhundert durch vorgelagerte Wälle (Alter und Neuer Wall) und Wassergräben verstärkt; dabei wurden die vorhandenen Tore zum Teil versetzt, mindestens ein Tor (Niederntor) wurde auch ganz geschlossen.
3. Im 17. Jahrhundert wurde unter Leitung von Johan van Valckenburgh ein neuer, deutlich größerer Wallring errichtet, der auch die heutige Neustadt einschloss und noch heute im Stadtplan am Straßenverlauf des Rings 1 erkennbar ist. Dabei wurde die Zahl der Tore aus militärstrategischen Gründen auf sechs reduziert. Hinzu kam eine weitere Festungsmauer vor der östlichen Vorstadt St. Georg (das „Neue Werk“) mit zwei weiteren Toren. Diese Befestigung hatte bis zum Beginn des 19. Jahrhunderts Bestand.
4. Nach dem Ende der Franzosenzeit wurden die militärisch obsolet gewordenen Befestigungen abgetragen und in Parkanlagen umgewandelt. Dabei wurden auch die alten Stadttore abgerissen und durch zeitgemäße Neubauten ersetzt, die noch bis zur Aufhebung der Torsperre 1860 allabendlich verschlossen wurden. Für den zunehmenden Verkehr in die Vorstädte wurden zusätzliche Ausgänge geschaffen (Ferdinands-, Hafen-, Holsten- und Klostertor).

Weit vor den Toren gab es bis weit in die zweite Hälfte des 19. Jahrhunderts an den größeren Ausfallstraßen zusätzlich die sogenannten (Schlag-)Bäume – bewachte Durchlässe, die sowohl der Kontrolle des Personen- und Warenverkehrs als auch der Erhebung des Wegzolls dienten, aus dem seinerzeit der Unterhalt der Landstraßen finanziert wurde. Einige dieser Bäume haben sich ebenfalls in Form von Straßen- oder Stadtteilnamen erhalten, z. B. Eppendorfer Baum, Hammer Baum oder Rother Baum.

## Hamburger Stadttore
| Name/Lage                                    | erbaut      | Beschreibung | Bild |
| -------------------------------------------- | ----------- | --- | ---- |
| Alstertor 53° 33′ 9″ N, 9° 59′ 51″ O         | 13. Jh.     | Teil der mittelalterlichen Stadtmauer als Verbindung vom Pferdemarkt zur (Binnen-)Alster, nach dem Bau des großen Wallrings obsolet geworden und nur als Straßenname erhalten |      |
| Bautor (edilis porta)                        | 13. Jh.     | Vorläufer des Brooktores in der mittelalterlichen Stadtmauer, etwa bei der späteren Kornhausbrücke, benannt nach dem damaligen städtischen Bauhof auf dem Wandrahm |      |
| Berliner Tor 53° 33′ 13″ N, 10° 1′ 27″ O     | 17. Jh.     | im „Neuen Werk“ vor St. Georg an der Landstraße nach Hamm (daher anfangs auch Hammer Tor) und weiter nach Berlin, 1834–36 umgestaltet und offiziell in Berlinerthor umbenannt, heute vor allem bekannt für den dortigen Hochhauskomplex Berliner Tor Center sowie den U- und S-Bahnhof Berliner Tor |      |
| Brooktor 53° 32′ 39″ N, 9° 59′ 52″ O         | 13. Jh.?    | bereits auf ältesten Karten als „Brukdor“ oder auch Bautor (nach dem damaligen Bauhof) verzeichnet, ursprünglich an der Brücke vom Grimm zum Grasbrook (Kornhausbrücke), später weiter südlich gelegen, namensgebend für den dortigen Brooktorkai und Brooktorhafen |      |
| Dammtor 53° 33′ 30″ N, 9° 59′ 21″ O          | 13./17. Jh. | ursprünglich als Mölendor (Mühlentor) am Reesendamm über die Alster gelegen (daher die Bezeichnung als Damm-Tor), beim Bau des großen Wallrings im 17. Jh. in die Nähe des heutigen Stephansplatzes versetzt, dort namensgebend für die Straßen Dammtordamm, Dammtorstraße, Dammtorwall sowie den Bahnhof Dammtor |      |
| Deichtor 53° 32′ 49″ N, 10° 0′ 8″ O          | 17. Jh.     | 1644 zunächst in Holz erbaut und 1671–1673 durch einen repräsentativen Steinbau ersetzt, ersetzte das ältere Winsertor (siehe dort) am Meßberg und diente als elbnahe Verbindung zum Stadtdeich und Hammerbrook, 1828 abgebrochen und durch breitere Eisengattertore ersetzt (bis zur Aufhebung der Torsperre 1860/61), namensgebend für den Deichtorplatz und die Deichtorhallen |      |
| Doventor                                     |             | siehe Niederntor |      |
| Ellerntor 53° 33′ 1″ N, 9° 59′ 4″ O          | 16. Jh.     | siehe Millerntor |      |
| Ferdinandstor 53° 33′ 23″ N, 10° 0′ 9″ O     | 19. Jh.     | nach der Schleifung des Wallringes am 1. November 1830 anstelle der vormaligen Schanze Ferdinandus zunächst nur für den Fußgängerverkehr nach St. Georg geöffnet und 1857/58 für Fuhrwerke erweitert |      |
| Hadeler Tor                                  |             | |      |
| Hafentor 53° 32′ 44″ N, 9° 58′ 21″ O         | 19. Jh.     | nach der Schleifung des Wallringes 1841 als zusätzlicher elbnaher Zugang nach St. Pauli bzw. zum Hafen geöffnet, bestehend aus 5 laternenbekrönten Pfeilern mit Eisengattern; das Wachgebäude diente ab 1851 auch als Militärarrestlokal, nach 1888 der Hafenpolizei, 1909 abgerissen für den Hochbahnbau; heute Name einer Straße östlich des U- und S-Bahnhofs Landungsbrücken sowie bis 1920 auch dieser Hochbahn-Station |      |
| Holstentor 53° 33′ 21″ N, 9° 58′ 39″ O       | 19. Jh.     | 1859 (1. Juni) als zusätzlicher westlicher Ausgang zwischen Damm- und Millerntor eröffnet, beim heutigen Johannes-Brahms-Platz, namensgebend für die dortige Abendschule vor dem Holstentor, aber auch für den hier abgehenden Holstenwall |      |
| Hopfentor                                    |             | |      |
| Klostertor 53° 32′ 54″ N, 10° 0′ 23″ O       | 19. Jh.     | nach 1840 als zusätzlicher östlicher Ausgang zwischen Deich- und Steintor eröffnet, benannt nach dem seinerzeit am Klosterwall gelegenen St.-Johannis-Kloster, namensgebend für den dortigen Bahnhof Klostertor sowie den späteren Stadtteil Klostertor |      |
| Lübecker Tor 53° 33′ 26″ N, 10° 1′ 14″ O     | 17. Jh.     | im „Neuen Werk“ vor St. Georg, Beginn der Landstraße nach Wandsbek und weiter nach Lübeck, 1833–36 neugestaltet, der Lübeckertordamm erinnert an den einstigen Standort |      |
| Millerntor 53° 32′ 59″ N, 9° 58′ 24″ O       | 13./17. Jh. | (Milderdor, Mildradisdor, Diester- oder Düstertor, Ellerntor, Altonaer Tor) ursprünglich an der Ecke Rödingsmarkt/Graskeller, im 15./16. Jahrhundert bei der heutigen Ellerntorsbrücke gelegen, beim Bau des großen Wallrings im 17. Jahrhundert schließlich in die heute so bezeichnete Gegend versetzt, dort namensgebend für Millerntordamm, Millerntorplatz und Millerntor-Stadion sowie den U-Bahnhof Millerntor (heute: St. Pauli) |      |
| Minentor                                     | 17, Jh.?    | kein reguläres Tor, sondern eine sog. Poterne im „Neuen Werk“ zwischen Berliner und Lübecker Tor auf Höhe der Minenstraße, benannt nach den Mineuren, diente u. a. der Müllabfuhr als Zugang zu einem „Gassenkummerplatz“ vor dem Wall, und zwar auch noch eine Zeitlang nach Schleifung der Wälle |      |
| Niederntor 53° 32′ 55″ N, 10° 0′ 17″ O       | 13. Jh.     | (Nedderndor) in der mittelalterlichen Stadtmauer am Ende der Niedernstraße, beim Bau des Neuen Walls im 16. Jh. geschlossen und erst Mitte des 19. Jh. durch das Klostertor ersetzt |      |
| Sandtor 53° 32′ 35″ N, 9° 59′ 24″ O          | 16. Jh.?    | ursprünglich als Schaaltor etwa bei der heutigen Brooksbrücke, später nach Süden auf die Elbinsel „Sand“ (heute Kehrwieder) verlagert, Namensgeber für Sandtorhafen, Sandtorkai und Sandtorpark |      |
| Scha(a)ltor 53° 32′ 41″ N, 9° 59′ 23″ O      | 13. Jh.     | in der mittelalterlichen Stadtmauer am Übergang vom Cremon zum Grasbrook, Namensursprung unklar, später durch das südlicher gelegene Sandtor ersetzt |      |
| Scha(a)rtor 53° 32′ 44″ N, 9° 59′ 2″ O       | 13. Jh.     | Teil der mittelalterlichen und frühneuzeitlichen Befestigung am Südende von Rödingsmarkt und Alsterfleet, benannt vermutlich nach der dort gelegenen Scharkapelle, diese benannt nach Erzbischof Ansgar oder auch aufgrund ihrer Nähe zum Ufer (shore), nach Einbezug der Neustadt in den Wallring obsolet geworden, namensgebend für Schaarmarkt, Schaarsteinweg, Schaartorbrücke und Schaartorschleuse |      |
| Schultor 53° 33′ 0″ N, 9° 59′ 52″ O          | 12. Jh.     | auch Magna porta (Großes Tor), spätere Bezeichnung nach der benachbarten Domschule, vermutlich erstes Stadttor Hamburgs am sog. Heidenwall, das Fundament wurde in den 1960er Jahren ergraben und zunächst irrtümlich für den Bischofsturm gehalten |      |
| Sechslingspforte 53° 33′ 44″ N, 10° 0′ 54″ O | 19. Jh.     | zwischen 1853 und 1864 angelegter alsternaher Ausgang im „Neuen Werk“ vor St. Georg, nach der Lage ursprünglich auch als „Alsterpforte“ bezeichnet; der volkstümliche Name Sechslingspforte rührt daher, dass ein privates Konsortium hier eine Gebühr von 6 Pfennigen erhob, und zwar nicht für die Passage des Tores, sondern für die Benutzung eines alsternahen Weges nach der gerade neu erschlossenen Uhlenhorst – heute Name einer parallel zum einstigen Wall verlaufenden Straße |      |
| Spitaler Tor 53° 33′ 9″ N, 10° 0′ 15″ O      | 13. Jh.     | auch Seekendor (Siechentor), Teil der mittelalterlichen Stadtmauer am Ostende der Spitalerstraße als Verbindung zum Leprosen-Hospital St. Georg, beim Bau des großen Wallrings im 17. Jh. zugunsten des nach Norden versetzten Steintors geschlossen |      |
| Steintor 53° 33′ 6″ N, 10° 0′ 21″ O          | 13./17. Jh. | auch Sachsentor oder Lübecker Tor, bereits Teil der mittelalterlichen Stadtmauer, ursprünglich zwischen Speersort und Steinstraße gelegen (siehe Schultor), später ans Ostende der Steinstraße versetzt (beim heutigen U-Bahnhof Steinstraße), beim Bau des großen Wallrings im 17. Jahrhundert nach Norden versetzt (Höhe Mönckebergstraße/Hauptbahnhof), dort Namensgeber für Steintordamm, Steintorplatz, Steintorwall und Steintorweg, östlich des ZOB befindet sich noch ein als Restaurant genutztes ehemaliges Wachhaus aus dem frühen 19. Jahrhundert (erbaut von Carl Ludwig Wimmel) |      |
| Winsertor Lage                               | 15. Jh.     | 1445 erbaut am Ostrand des Meßbergs und Beginn der Straße nach Winsen, überspannte zugleich die östliche Hafeneinfahrt in das Dovenfleet, die nachts durch einen Baumstamm (den Winserbaum) gesichert wurde; nach der Verlagerung der Stadtbefestigung zum Deichtor (siehe dort) diente der Turm des Winsertores noch lange Zeit als Gefängnis und Kornspeicher („Roggenkiste“) und wurde erst 1832 abgerissen |      |

## Stadttore der Nachbarstädte

### Altona
Hamburgs westliche Nachbarstadt Altona hatte wegen ihrer „all zu nahen“ Lage (und entsprechenden Hamburger Einsprüchen) seit ihrer Gründung keine Stadtbefestigung, also weder Mauern noch Wälle. Die Grenze zur benachbarten Vorstadt Hamburger Berg (das heutige St. Pauli) wurde um 1800 von Jonas Ludwig von Heß als schlichter Graben oder „Gosse“ beschrieben. Dennoch gab es auch hier an den Hauptzugangsstraßen zur Kontrolle des Personen- und Warenverkehrs teils hölzerne Tore, teils Schlagbäume, die nachts ebenfalls versperrt wurden. Nach Fortfall der Torsperre wurden sie in der zweiten Hälfte des 19. Jahrhunderts durch gusseiserne Pfosten ersetzt, von denen einer bis heute erhalten ist. Vom Elbufer nach Norden bestanden um 1800 mindestens fünf solcher auch als „Pforten“ oder „Tore“ bezeichneter Durchlässe in Richtung Hamburg; ein Jahrhundert später wurden bereits bis zu 16 Durchgänge gezählt, die einerseits nur noch eine symbolische Bedeutung hatten, andererseits ein wichtiges Detail bei der Gestaltung der Sabbatgrenze waren:
| Name/Lage                                                  | erbaut | Beschreibung                                                          | Bild |
| ---------------------------------------------------------- | ------ | --------------------------------------------------------------------- | ---- |
| Pinnastor 53° 32′ 46″ N, 9° 57′ 13″ O                      |        | beim heutigen Pinnasberg                                              |      |
| Juden- oder Schlachterbudentor 53° 32′ 49″ N, 9° 57′ 14″ O |        | Kreuzung Bachstraße (heute Pepermölenbek) / Langestraße               |      |
| Trommeltor 53° 32′ 54″ N, 9° 57′ 19″ O ?                   |        | Kreuzung Trommelstraße / Bachstraße bzw. heutige Straße Pepermölenbek |      |
| Nobistor 53° 33′ 0″ N, 9° 57′ 28″ O                        |        | zwischen Reeperbahn und der Altonaer Reichenstraße, heute Nobistor    |      |
| Hummeltor 53° 33′ 10″ N, 9° 57′ 35″ O                      |        | Paul-Roosen-Straße (zwischen Hausnummer 5 & 8)                        |      |

### Bergedorf
Das auf einer Insel in der Bille gelegene Bergedorf hatte seit seiner Gründung 1275 zwar keine Stadtmauer, aber zwei Zugänge im Westen und Osten der Stadt.
| Name/Lage                               | erbaut  | Beschreibung | Bild |
| --------------------------------------- | ------- | --- | ---- |
| Holstentor 53° 29′ 22″ N, 10° 12′ 35″ O | 13. Jh. | älterer Bau auf einer kleinen Insel westlich der Stadt, Neubau 1601 am Ufer des Serrahn an der heutigen Alten Holstenstraße, 1816 abgebrochen und durch ein hölzernes, später eisernes Gattertor (Hamey) ersetzt, 1858 endgültig abgerissen |      |
| Sachsentor 53° 29′ 15″ N, 10° 12′ 50″ O | 13. Jh. | anfangs auch Heilig-Kreuz-Tor nach einer nahegelegenen Kapelle, nach der Reformation dann Sächsisches Tor oder Sachsentor; Ursprungsbau beim Blickgraben im 18. Jh. baufällig geworden und durch ein vorgelagertes, als Hamey bezeichnetes Wachhaus (Höhe Chrysanderstr.) ergänzt; 1846 Abbruch des alten Torhauses, 1857 auch des Wachhauses der Hamey |      |

### Harburg
| Name/Lage                                               | erbaut | Beschreibung | Bild |
| ------------------------------------------------------- | ------ | ------------ | ---- |
| Buxtehuder Tor (vermutlich 53° 27′ 52″ N, 9° 58′ 46″ O) |        |              |      |
| Lüneburger Tor 53° 27′ 34″ N, 9° 58′ 59″ O              |        |              |      |

### Wandsbek

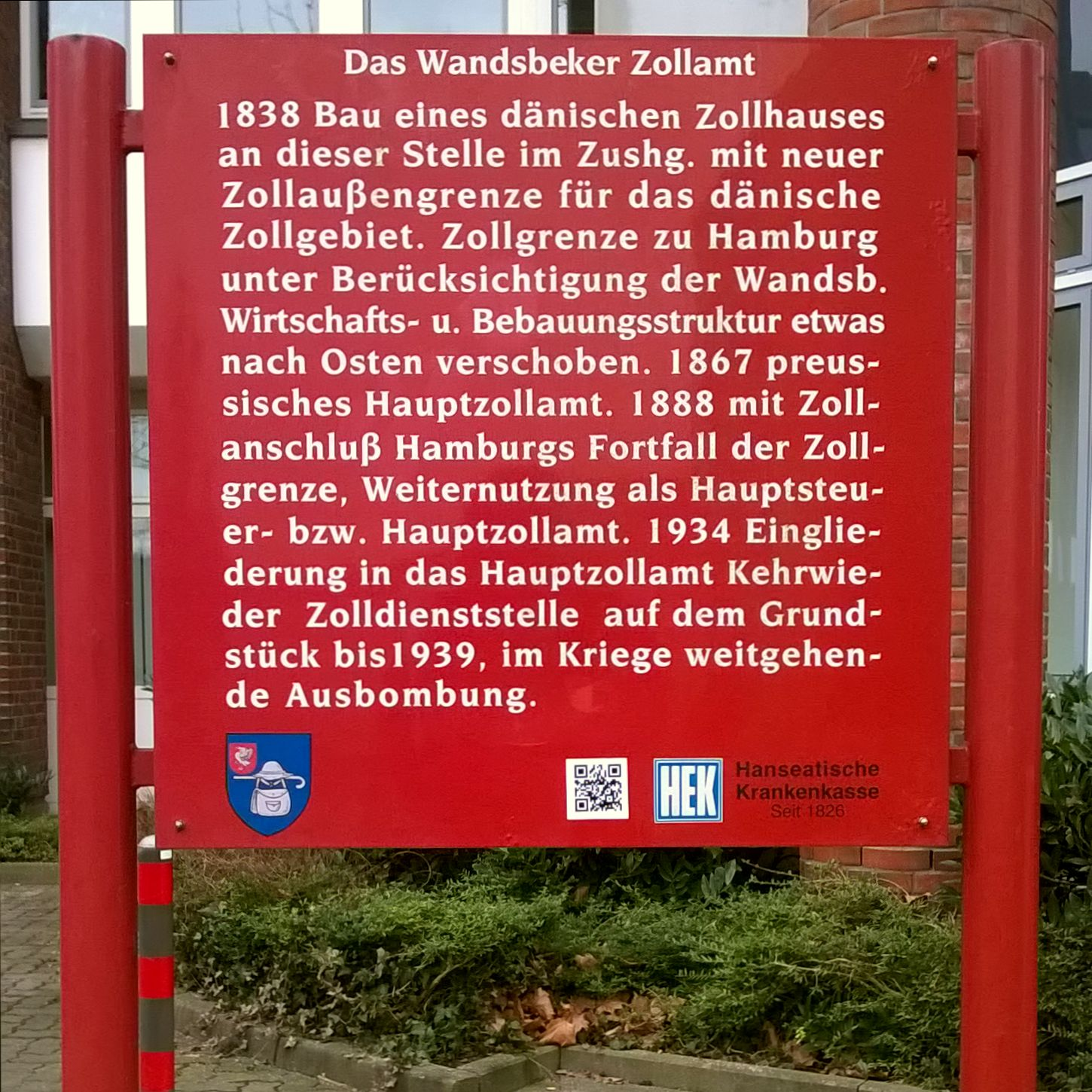
Infotafel an der Wandsbeker Zollstraße

Wandsbek hatte keine Stadttore im engeren Sinne, da das einstige Gutsdorf erst im 19. Jahrhundert zum Flecken bzw. 1870 zur Stadt erhoben wurde. Allerdings verlief von 1838 bis 1888 die Zollgrenze zu Dänemark bzw. Preußen teilweise mitten durch Wandsbeker Stadtgebiet und war an der Chaussee nach Lübeck durch eine Zollstation gesichert. Der Name Wandsbeker Zollstraße erinnert daran, ferner eine Tafel am Standort des früheren Zollamtes.